# Андора на Зимским олимпијским играма 2006.
Андори је ово било девето учешће на Зимским олимпијским играма. Делегацију Андоре, на Зимским олимпијским играма 2006. у Торину су представљала тројица такмичара који су учествовали у седам дисциплина два спорта.
Заставу Андоре на свечаном отварању Олимпијских игара 2006. носио је такмичар у алпском скијању Алекс Антор.
Спортисти Андоре су били у групи земаља које нису освојиле ниједну медаљу на олимпијским играма.
Најмлађи учесник у екипи Андоре је био алпски скијаш Руђер Видоса са 21 годином и 349 дана, а најстарији сноубордер Франсоа Сулије са 27 година и 342 дана.

## Учесници по спортовима
| Спорт           | Мушкарци | Жене | Укупно |
| --------------- | -------- | ---- | ------ |
| Алпско скијање  | 2        | 0    | 2      |
| Скијашко трчање | 1        | 0    | 1      |
| Укупно(2)       | 3        | 0    | 3      |

## Алпско скијање

### Мушкарци
| Такмичар     | Дисциплина      | Резултати    | Резултати    | Резултати    | Резултати    | Резултати    | Пласман/учес. (укуп.) | Детаљи |
| Такмичар     | Дисциплина      | 1. трка      | 2. трка      | 3. трка      | Укупно       | Заостатак    | Пласман/учес. (укуп.) | Детаљи |
| ------------ | --------------- | ------------ | ------------ | ------------ | ------------ | ------------ | --------------------- | ------ |
| Алекс Антор  | Спуст           |              |              |              | 1:55,01      | 6,21         | 39 / 53 (55)          |        |
| Алекс Антор  | Комбинација     | 1:43,84      | Није завршио | Није завршио | Није завршио | Није завршио | Није завршио          |        |
| Алекс Антор  | Супервелеслалом |              |              |              | Није завршио | Није завршио | Није завршио          |        |
| Алекс Антор  | Слалом          | Није завршио | Није завршио | Није завршио | Није завршио | Није завршио | Није завршио          |        |
| Руђер Видоса | Спуст           |              |              |              | 1:59,24      | 10,44        | 50 / 53 (55)          |        |
| Руђер Видоса | Комбинација     | 1:46,09      | 48,3         | 47,05        | 3:21,27      | 5,41         | 28 / 35 (60)          |        |
| Руђер Видоса | Слалом          |              | 59,7         | 54,16        | 1:54,03      | 10,89        | 27 / 47 (97)          |        |

## Скијашко трчање

### Мушкарци
| Такмичар       | Дисциплина     | Финале       | Финале       | Финале       | Детаљи |
| Такмичар       | Дисциплина     | Време        | Заостатак    | Место/учес.  | Детаљи |
| -------------- | -------------- | ------------ | ------------ | ------------ | ------ |
| Франсоа Сулије | 15 км слободно | 44:42,6      | 4:59,7       | 71 / 96 (99) |        |
| Франсоа Сулије | 30 км потера   | Није завршио | Није завршио | Није завршио |        |
| Франсоа Сулије | 50 км класично | Није завршио | Није завршио | Није завршио |        |

## Одустали такмичари
Две алпске скијашице Емилија Естевенет и Миреја Гутиерез су биле пријављене као представнице Андоре на Играма, али нису учествовале у било којој дисциплини.